# Riccardo Valentini
Riccardo Valentini (Civitavecchia, 11 luglio 1985) è un hockeista in-line italiano.
Difensore, gioca attualmente nella CV Skating. 
Fino al 2012 tesserato dei Pirati Civitavecchia, dove dal 2010 in poi aveva svolto anche la doppia funzione di allenatore-giocatore, prima in serie A1 e poi anche in serie B.
Nel 2012 lascia i Pirati Civitavecchia a causa di divergenze di vedute con la società e partecipa alla fondazione di un nuovo club, la CV Skating sempre a Civitavecchia.